# Алі Ібрагімов
Алі Ізмаїл огли Ібрагімов (нар. 18 вересня (1 жовтня) 1913, село Усть-Кара, Нерчинсько-Заводський округ, Забайкальська область, Російська імперія — 28 травня 1985, місто Баку, Азербайджанська РСР) — радянський партійний і державний діяч, голова Ради міністрів Азербайджанської РСР (1970—1981). Кандидат у члени ЦК КПРС у 1971—1981 роках. Депутат Верховної Ради СРСР 6—10-го скликань.

## Біографія
Народився в селянській родині.
У 1932—1938 роках — технік-контролер, начальник цеху Бакинського заводу імені лейтенанта Шмідта.
У 1937 році закінчив заочно Азербайджанський індустріальний інститут імені М. Азізбекова.
У 1938—1940 роках — у Червоній армії.
У 1941—1943 роках — головний інженер Бакинського машинобудівного заводу імені 1 Травня.
Член ВКП(б) з 1943 року.
У 1943—1945 роках — директор Бакинського машинобудівного заводу імені Кірова.
У 1945—1946 роках — в апараті Бакинського міського комітету КП(б) Азербайджану.
У 1946—1948 роках — керуючий тресту «Азнафтомаш» в місті Баку.
У 1948—1949 роках — заступник секретаря ЦК КП(б) Азербайджану.
У 1949—1950 роках — заавідувач транспортного відділу ЦК КП(б) Азербайджану.
У 1950—1953 роках — голова Держплану Азербайджанської РСР. У 1953—1954 роках — 1-1 заступник голови Держплану Азербайджанської РСР. У 1954—1963 роках — голова Держплану Азербайджанської РСР.
Одночасно у 1957—1958 роках — заступник голови Ради міністрів Азербайджанської РСР.
У 1963—1965 роках — голова Планової комісії Закавказького економічного району.
У жовтні 1965 — квітні 1970 року — 1-й заступник голови Ради міністрів Азербайджанської РСР.
У квітні 1970 — грудні 1981 року — голова Ради міністрів Азербайджанської РСР.
З грудня 1981 року — персональний пенсіонер союзного значення в місті Баку. 

## Нагороди і звання
- три ордени Леніна
- три ордени Трудового Червоного Прапора
- медалі